# Karanglo (Mojowarno)
Karanglo is een bestuurslaag in het regentschap Jombang van de provincie Oost-Java, Indonesië. Karanglo telt 5276 inwoners (volkstelling 2010).